# Norbert Erdős
Dans le nom hongrois Erdős Norbert, le nom de famille précède le prénom, mais cet article utilise l’ordre habituel en français Norbert Erdős, où le prénom précède le nom.
Norbert Erdős, né le 25 octobre 1972 à Orosháza, est un homme politique hongrois membre de la Fidesz.
Il devient député européen le 25 mai 2014.